# Liste der Nummer-eins-Hits in Schweden (2012)
Dies ist eine Liste der Nummer-eins-Hits in Schweden im Jahr 2012. Sie basiert auf den offiziellen Single und Album Top 60, die im Auftrag der Grammofon Leverantörernas Förening (GLF), dem schwedischen Vertreter der International Federation of the Phonographic Industry, erstellt werden. Es gab in diesem Jahr zwölf Nummer-eins-Singles und 24 Nummer-eins-Alben.

## Singles
| ← 2011 ← | Liste der Nummer-eins-Hits in Schweden | Liste der Nummer-eins-Hits in Schweden | Liste der Nummer-eins-Hits in Schweden | 2013 →                    |
| \| Zeitraum \| Wo. ges. \| Interpret \| Titel Autor(en) \| Zusätzliche Informationen \| \| (Zeitraum, Wochen auf Platz eins, Interpret, Titel, Autor[en], zusätzliche Informationen) \| \| \| \| \| \| ----------------------------------------------------------------------------------------- \| -------- \| ------------------------------------- \| ------------------------------------------------------------------------------------------------------------------------------------------------------------------ \| ------------------------- \| \| 30. Dezember 2011 – 2. Februar 2012 5 Wochen (insgesamt 9) \| 9 \| Avicii \| Levels Tim Bergling, Leroy Kirkland, Etta James, Pearl Woods, Arash Andreas Pournouri \| – \| \| 3. Februar 2012 – 23. Februar 2012 3 Wochen \| 3 \| Ansiktet \| Äckligt Herbert Munkhammar, Erik Nordström \| – \| \| 24. Februar 2012 – 8. März 2012 2 Wochen \| 2 \| Michel Teló \| Ai Se Eu Te Pego! Sharon Acioly Arcoverde, Antonio Carlos Paim Cerqueira, Amanda Grasiele Mesquita Teixeira, Aline Medeiros Da Fonseca, Karine Assis Vinagre \| – \| \| 9. März 2012 – 19. April 2012 6 Wochen \| 6 \| Loreen \| Euphoria Thomas Gustafsson, Peter Lars Bostrom \| – \| \| 20. April 2012 – 10. Mai 2012 3 Wochen \| 3 \| Gotye feat. Kimbra \| Somebody That I Used to Know Walter Andre E. De Backer, Luiz Bonfá \| – \| \| 11. Mai 2012 – 31. Mai 2012 3 Wochen \| 3 \| Panetoz \| Dansa pausa Johan Mattias Hirvi, Nebeyu Baheru, Pa Modou Badjie, Sergio Hernan Elgueta Sabalaga \| – \| \| 1. Juni 2012 – 12. Juli 2012 6 Wochen (insgesamt 8) \| 8 \| Flo Rida \| Whistle Tramar Dillard, David Edward Glass, Antonio Clarence Mobley, Marcus Killian, Justin Scott Franks, Breyan Stanley Isaac, Arthur Scott Pingrey, Joshua Ralph \| – \| \| 13. Juli 2012 – 26. Juli 2012 2 Wochen \| 2 \| Alina Devecerski \| Flytta på dej Alina Natalie Devecerski, Christoffer Thomas Viktor Vikberg \| – \| \| 27. Juli 2012 – 9. August 2012 2 Wochen (insgesamt 8) \| 8 \| Flo Rida \| Whistle Tramar Dillard, David Edward Glass, Antonio Clarence Mobley, Marcus Killian, Justin Scott Franks, Breyan Stanley Isaac, Arthur Scott Pingrey, Joshua Ralph \| – \| \| 10. August 2012 – 20. September 2012 6 Wochen \| 6 \| Stiftelsen \| Vart jag än går Musik: Micke Eriksson, Arne Stig Johansson, Martin Erik Kallström; Text: Robert Karl Pettersson \| – \| \| 21. September 2012 – 27. September 2012 1 Woche \| 1 \| Nause \| Hungry Hearts Jacob Carl George Criborn, Leonard Sebastian Scheja, Nicole Louise Morier, Vincent Fred Pontare \| – \| \| 28. September 2012 – 27. Dezember 2012 13 Wochen \| 13 \| Swedish House Mafia feat. John Martin \| Don’t You Worry Child Michel Henry Allan Zitron, Martin John Lindström, Axel Christofer Hedfors, Steve Angello, Sebastian Carmine Ingrosso \| – \| \| 28. Dezember 2012 – 3. Januar 2013 1 Woche \| 1 \| Imagine Dragons \| Radioactive Alexander Grant, Dan Reynolds, Wayne Sermon, Ben McKee, Josh Mosser \| – \| |                                        |                                        | |                           |
| ← 2011 |                                        |                                        | | → 2013 →                  |
| Zeitraum | Wo. ges.                               | Interpret                              | Titel Autor(en) | Zusätzliche Informationen |
| (Zeitraum, Wochen auf Platz eins, Interpret, Titel, Autor[en], zusätzliche Informationen) |                                        |                                        | |                           |
| 30. Dezember 2011 – 2. Februar 2012 5 Wochen (insgesamt 9) | 9                                      | Avicii                                 | Levels Tim Bergling, Leroy Kirkland, Etta James, Pearl Woods, Arash Andreas Pournouri                                                                              | –                         |
| 3. Februar 2012 – 23. Februar 2012 3 Wochen | 3                                      | Ansiktet                               | Äckligt Herbert Munkhammar, Erik Nordström | –                         |
| 24. Februar 2012 – 8. März 2012 2 Wochen | 2                                      | Michel Teló                            | Ai Se Eu Te Pego! Sharon Acioly Arcoverde, Antonio Carlos Paim Cerqueira, Amanda Grasiele Mesquita Teixeira, Aline Medeiros Da Fonseca, Karine Assis Vinagre       | –                         |
| 9. März 2012 – 19. April 2012 6 Wochen | 6                                      | Loreen                                 | Euphoria Thomas Gustafsson, Peter Lars Bostrom | –                         |
| 20. April 2012 – 10. Mai 2012 3 Wochen | 3                                      | Gotye feat. Kimbra                     | Somebody That I Used to Know Walter Andre E. De Backer, Luiz Bonfá                                                                                                 | –                         |
| 11. Mai 2012 – 31. Mai 2012 3 Wochen | 3                                      | Panetoz                                | Dansa pausa Johan Mattias Hirvi, Nebeyu Baheru, Pa Modou Badjie, Sergio Hernan Elgueta Sabalaga                                                                    | –                         |
| 1. Juni 2012 – 12. Juli 2012 6 Wochen (insgesamt 8) | 8                                      | Flo Rida                               | Whistle Tramar Dillard, David Edward Glass, Antonio Clarence Mobley, Marcus Killian, Justin Scott Franks, Breyan Stanley Isaac, Arthur Scott Pingrey, Joshua Ralph | –                         |
| 13. Juli 2012 – 26. Juli 2012 2 Wochen | 2                                      | Alina Devecerski                       | Flytta på dej Alina Natalie Devecerski, Christoffer Thomas Viktor Vikberg                                                                                          | –                         |
| 27. Juli 2012 – 9. August 2012 2 Wochen (insgesamt 8) | 8                                      | Flo Rida                               | Whistle Tramar Dillard, David Edward Glass, Antonio Clarence Mobley, Marcus Killian, Justin Scott Franks, Breyan Stanley Isaac, Arthur Scott Pingrey, Joshua Ralph | –                         |
| 10. August 2012 – 20. September 2012 6 Wochen | 6                                      | Stiftelsen                             | Vart jag än går Musik: Micke Eriksson, Arne Stig Johansson, Martin Erik Kallström; Text: Robert Karl Pettersson                                                    | –                         |
| 21. September 2012 – 27. September 2012 1 Woche | 1                                      | Nause                                  | Hungry Hearts Jacob Carl George Criborn, Leonard Sebastian Scheja, Nicole Louise Morier, Vincent Fred Pontare                                                      | –                         |
| 28. September 2012 – 27. Dezember 2012 13 Wochen | 13                                     | Swedish House Mafia feat. John Martin  | Don’t You Worry Child Michel Henry Allan Zitron, Martin John Lindström, Axel Christofer Hedfors, Steve Angello, Sebastian Carmine Ingrosso                         | –                         |
| 28. Dezember 2012 – 3. Januar 2013 1 Woche | 1                                      | Imagine Dragons                        | Radioactive Alexander Grant, Dan Reynolds, Wayne Sermon, Ben McKee, Josh Mosser                                                                                    | –                         |

## Alben
| ← 2011 ← | Liste der Nummer-eins-Hits in Schweden | Liste der Nummer-eins-Hits in Schweden | Liste der Nummer-eins-Hits in Schweden             | 2013 →                    |
| \| Zeitraum \| Wo. ges. \| Interpret \| Titel \| Zusätzliche Informationen \| \| (Zeitraum, Wochen auf Platz eins, Interpret, Titel, zusätzliche Informationen) \| \| \| \| \| \| ------------------------------------------------------------------------------ \| -------- \| --------------------------- \| -------------------------------------------------- \| ------------------------- \| \| 30. Dezember 2011 – 12. Januar 2012 2 Wochen \| 2 \| Amanda Fondell \| All This Way \| – \| \| 13. Januar 2012 – 19. Januar 2012 1 Woche \| 1 \| Robin Stjernberg \| My Versions \| – \| \| 20. Januar 2012 – 26. Januar 2012 1 Woche \| 1 \| Rammstein \| Made in Germany 1995–2011 \| – \| \| 27. Januar 2012 – 2. Februar 2012 1 Woche \| 1 \| First Aid Kit \| The Lion’s Roar \| – \| \| 3. Februar 2012 – 23. Februar 2012 3 Wochen (insgesamt 4) \| 4 \| Laleh \| Sjung \| – \| \| 24. Februar 2012 – 8. März 2012 2 Wochen \| 2 \| Thåström \| Beväpna dig med vingar \| – \| \| 9. März 2012 – 29. März 2012 3 Wochen (insgesamt 4) \| 4 \| Bruce Springsteen \| Wrecking Ball \| – \| \| 30. März 2012 – 5. April 2012 1 Woche \| 1 \| Madonna \| MDNA \| – \| \| 6. April 2012 – 12. April 2012 1 Woche \| 1 \| Markus Krunegård \| Mänsklig värme \| – \| \| 13. April 2012 – 19. April 2012 1 Woche (insgesamt 4) \| 4 \| Bruce Springsteen \| Wrecking Ball \| – \| \| 20. April 2012 – 26. April 2012 1 Woche (insgesamt 4) \| 4 \| Laleh \| Sjung \| – \| \| 27. April 2012 – 3. Mai 2012 1 Woche \| 1 \| The Soundtrack of Our Lives \| Throw It to the Universe \| – \| \| 4. Mai 2012 – 24. Mai 2012 3 Wochen \| 3 \| Kent \| Jag är inte rädd för mörkret \| – \| \| 25. Mai 2012 – 31. Mai 2012 1 Woche \| 1 \| David Lindgren \| Get Started \| – \| \| 1. Juni 2012 – 21. Juni 2012 3 Wochen \| 3 \| Lasse Stefanz \| Rocky Mountains \| – \| \| 22. Juni 2012 – 5. Juli 2012 2 Wochen \| 2 \| Justin Bieber \| Believe \| – \| \| 6. Juli 2012 – 9. August 2012 5 Wochen (insgesamt 9) \| 9 \| Tomas Ledin \| 40/40: 40 år 40 Hits – Ett samlingsalbum 1972-2012 \| – \| \| 10. August 2012 – 16. August 2012 1 Woche \| 1 \| Molly Sandén \| Unchained \| – \| \| 17. August 2012 – 13. September 2012 4 Wochen (insgesamt 9) \| 9 \| Tomas Ledin \| 40/40: 40 år 40 Hits – Ett samlingsalbum 1972-2012 \| – \| \| 14. September 2012 – 27. September 2012 2 Wochen \| 2 \| Bob Dylan \| Tempest \| – \| \| 28. September 2012 – 4. Oktober 2012 1 Woche \| 1 \| Pink \| The Truth About Love \| – \| \| 5. Oktober 2012 – 11. Oktober 2012 1 Woche \| 1 \| Peter LeMarc \| Svag doft av skymning \| – \| \| 12. Oktober 2012 – 25. Oktober 2012 2 Wochen \| 2 \| Ulf Lundell \| Rent förbannat \| – \| \| 26. Oktober 2012 – 1. November 2012 1 Woche \| 1 \| Petra Marklund \| Inferno \| – \| \| 2. November 2012 – 8. November 2012 1 Woche \| 1 \| Loreen \| Heal \| – \| \| 9. November 2012 – 15. November 2012 1 Woche (insgesamt 15) \| 15 \| Mando Diao \| Infruset \| – \| \| 23. November 2012 – 7. Februar 2012 11 Wochen \| 11 \| One Direction \| Take Me Home \| – \| \| 23. November 2012 – 7. Februar 2013 11 Wochen (insgesamt 15) \| 15 \| Mando Diao \| Infruset \| – \| |                                        |                                        |                                                    |                           |
| ← 2011 |                                        |                                        |                                                    | → 2013 →                  |
| Zeitraum | Wo. ges.                               | Interpret                              | Titel                                              | Zusätzliche Informationen |
| (Zeitraum, Wochen auf Platz eins, Interpret, Titel, zusätzliche Informationen) |                                        |                                        |                                                    |                           |
| 30. Dezember 2011 – 12. Januar 2012 2 Wochen | 2                                      | Amanda Fondell                         | All This Way                                       | –                         |
| 13. Januar 2012 – 19. Januar 2012 1 Woche | 1                                      | Robin Stjernberg                       | My Versions                                        | –                         |
| 20. Januar 2012 – 26. Januar 2012 1 Woche | 1                                      | Rammstein                              | Made in Germany 1995–2011                          | –                         |
| 27. Januar 2012 – 2. Februar 2012 1 Woche | 1                                      | First Aid Kit                          | The Lion’s Roar                                    | –                         |
| 3. Februar 2012 – 23. Februar 2012 3 Wochen (insgesamt 4) | 4                                      | Laleh                                  | Sjung                                              | –                         |
| 24. Februar 2012 – 8. März 2012 2 Wochen | 2                                      | Thåström                               | Beväpna dig med vingar                             | –                         |
| 9. März 2012 – 29. März 2012 3 Wochen (insgesamt 4) | 4                                      | Bruce Springsteen                      | Wrecking Ball                                      | –                         |
| 30. März 2012 – 5. April 2012 1 Woche | 1                                      | Madonna                                | MDNA                                               | –                         |
| 6. April 2012 – 12. April 2012 1 Woche | 1                                      | Markus Krunegård                       | Mänsklig värme                                     | –                         |
| 13. April 2012 – 19. April 2012 1 Woche (insgesamt 4) | 4                                      | Bruce Springsteen                      | Wrecking Ball                                      | –                         |
| 20. April 2012 – 26. April 2012 1 Woche (insgesamt 4) | 4                                      | Laleh                                  | Sjung                                              | –                         |
| 27. April 2012 – 3. Mai 2012 1 Woche | 1                                      | The Soundtrack of Our Lives            | Throw It to the Universe                           | –                         |
| 4. Mai 2012 – 24. Mai 2012 3 Wochen | 3                                      | Kent                                   | Jag är inte rädd för mörkret                       | –                         |
| 25. Mai 2012 – 31. Mai 2012 1 Woche | 1                                      | David Lindgren                         | Get Started                                        | –                         |
| 1. Juni 2012 – 21. Juni 2012 3 Wochen | 3                                      | Lasse Stefanz                          | Rocky Mountains                                    | –                         |
| 22. Juni 2012 – 5. Juli 2012 2 Wochen | 2                                      | Justin Bieber                          | Believe                                            | –                         |
| 6. Juli 2012 – 9. August 2012 5 Wochen (insgesamt 9) | 9                                      | Tomas Ledin                            | 40/40: 40 år 40 Hits – Ett samlingsalbum 1972-2012 | –                         |
| 10. August 2012 – 16. August 2012 1 Woche | 1                                      | Molly Sandén                           | Unchained                                          | –                         |
| 17. August 2012 – 13. September 2012 4 Wochen (insgesamt 9) | 9                                      | Tomas Ledin                            | 40/40: 40 år 40 Hits – Ett samlingsalbum 1972-2012 | –                         |
| 14. September 2012 – 27. September 2012 2 Wochen | 2                                      | Bob Dylan                              | Tempest                                            | –                         |
| 28. September 2012 – 4. Oktober 2012 1 Woche | 1                                      | Pink                                   | The Truth About Love                               | –                         |
| 5. Oktober 2012 – 11. Oktober 2012 1 Woche | 1                                      | Peter LeMarc                           | Svag doft av skymning                              | –                         |
| 12. Oktober 2012 – 25. Oktober 2012 2 Wochen | 2                                      | Ulf Lundell                            | Rent förbannat                                     | –                         |
| 26. Oktober 2012 – 1. November 2012 1 Woche | 1                                      | Petra Marklund                         | Inferno                                            | –                         |
| 2. November 2012 – 8. November 2012 1 Woche | 1                                      | Loreen                                 | Heal                                               | –                         |
| 9. November 2012 – 15. November 2012 1 Woche (insgesamt 15) | 15                                     | Mando Diao                             | Infruset                                           | –                         |
| 23. November 2012 – 7. Februar 2012 11 Wochen | 11                                     | One Direction                          | Take Me Home                                       | –                         |
| 23. November 2012 – 7. Februar 2013 11 Wochen (insgesamt 15) | 15                                     | Mando Diao                             | Infruset                                           | –                         |

## Jahreshitparaden
| ← 2011 ← | Liste der Nummer-eins-Hits in Schweden | Liste der Nummer-eins-Hits in Schweden                         | Liste der Nummer-eins-Hits in Schweden | 2013 →   |
| \| Singles \| Position# \| Alben \| \| -------------------------------------------------------------------------------------------------------------------------------------------------------------------------------- \| --------- \| -------------------------------------------------------------- \| \| Euphoria Loreen Thomas Gustafsson, Peter Lars Bostrom \| 1 \| Infruset Mando Diao \| \| Somebody That I Used to Know Gotye feat. Kimbra Walter Andre E. De Backer, Luiz Bonfá \| 2 \| Sjung Laleh \| \| Levels Avicii Tim Bergling, Leroy Kirkland, Etta James, Pearl Woods, Arash Andreas Pournouri \| 3 \| Årets julklapp! Från Mauro Scocco Mauro Scocco \| \| Dansa pausa Panetoz Johan Mattias Hirvi, Nebeyu Baheru, Pa Modou Badjie, Sergio Hernan Elgueta Sabalaga \| 4 \| The Lion’s Roar First Aid Kit \| \| Vart jag än går Stiftelsen Musik: Micke Eriksson, Arne Stig Johansson, Martin Erik Kallström; Text: Robert Karl Pettersson \| 5 \| Wrecking Ball Bruce Springsteen \| \| Don’t You Worry Child Swedish House Mafia feat. John Martin Michel Henry Allan Zitron, Martin John Lindström, Axel Christofer Hedfors, Steve Angello, Sebastian Carmine Ingrosso \| 6 \| Jag är inte rädd för mörkret Kent \| \| Ai Se Eu Te Pego! Michel Teló Sharon Acioly Arcoverde, Antonio Carlos Paim Cerqueira, Amanda Grasiele Mesquita Teixeira, Aline Medeiros Da Fonseca, Karine Assis Vinagre \| 7 \| Rocky Mountains Lasse Stefanz \| \| Call Me Maybe Carly Rae Jepsen Joshua Keeler Ramsay, Carly Rae Jepsen, Tavish Crowe \| 8 \| 40/40: 40 år 40 Hits – Ett samlingsalbum 1972-2012 Tomas Ledin \| \| Whistle Flo Rida Tramar Dillard, David Edward Glass, Antonio Clarence Mobley, Marcus Killian, Justin Scott Franks, Breyan Stanley Isaac, Arthur Scott Pingrey, Joshua Ralph \| 9 \| Take Me Home One Direction \| \| Äckligt Ansiktet Herbert Munkhammar, Erik Nordström \| 10 \| Svag doft av skymning Peter LeMarc \| |                                        |                                                                |                                        |          |
| ← 2011 |                                        |                                                                |                                        | → 2013 → |
| Singles | Position#                              | Alben                                                          |                                        |          |
| Euphoria Loreen Thomas Gustafsson, Peter Lars Bostrom | 1                                      | Infruset Mando Diao                                            |                                        |          |
| Somebody That I Used to Know Gotye feat. Kimbra Walter Andre E. De Backer, Luiz Bonfá | 2                                      | Sjung Laleh                                                    |                                        |          |
| Levels Avicii Tim Bergling, Leroy Kirkland, Etta James, Pearl Woods, Arash Andreas Pournouri | 3                                      | Årets julklapp! Från Mauro Scocco Mauro Scocco                 |                                        |          |
| Dansa pausa Panetoz Johan Mattias Hirvi, Nebeyu Baheru, Pa Modou Badjie, Sergio Hernan Elgueta Sabalaga | 4                                      | The Lion’s Roar First Aid Kit                                  |                                        |          |
| Vart jag än går Stiftelsen Musik: Micke Eriksson, Arne Stig Johansson, Martin Erik Kallström; Text: Robert Karl Pettersson | 5                                      | Wrecking Ball Bruce Springsteen                                |                                        |          |
| Don’t You Worry Child Swedish House Mafia feat. John Martin Michel Henry Allan Zitron, Martin John Lindström, Axel Christofer Hedfors, Steve Angello, Sebastian Carmine Ingrosso | 6                                      | Jag är inte rädd för mörkret Kent                              |                                        |          |
| Ai Se Eu Te Pego! Michel Teló Sharon Acioly Arcoverde, Antonio Carlos Paim Cerqueira, Amanda Grasiele Mesquita Teixeira, Aline Medeiros Da Fonseca, Karine Assis Vinagre | 7                                      | Rocky Mountains Lasse Stefanz                                  |                                        |          |
| Call Me Maybe Carly Rae Jepsen Joshua Keeler Ramsay, Carly Rae Jepsen, Tavish Crowe | 8                                      | 40/40: 40 år 40 Hits – Ett samlingsalbum 1972-2012 Tomas Ledin |                                        |          |
| Whistle Flo Rida Tramar Dillard, David Edward Glass, Antonio Clarence Mobley, Marcus Killian, Justin Scott Franks, Breyan Stanley Isaac, Arthur Scott Pingrey, Joshua Ralph | 9                                      | Take Me Home One Direction                                     |                                        |          |
| Äckligt Ansiktet Herbert Munkhammar, Erik Nordström | 10                                     | Svag doft av skymning Peter LeMarc                             |                                        |          |